# Børns
Garrett Clark Borns (Muskegon, Míchigan; 7 de enero de 1992), conocido por su nombre artístico Børns (estilizado como BØRNS), es un cantante, compositor y multiinstrumentista estadounidense.
Nacido en Muskegon y criado en Grand Haven, Míchigan, Borns comenzó a actuar en su juventud. En 2012, lanzó su álbum debut, "A Dream Between", a través de REZidual Records. Su primer lanzamiento importante en un sello discográfico fue el EP "Candy" (2014), a través de  Geffen e  Interscope. El EP alcanzó el puesto número dos en el   Billboard   Heatseekers chart. Siguió la gira  The Dopamine , antes de su álbum de estudio debut  del mismo nombre en 2015. El álbum fue un éxito comercial, alcanzando el puesto 24 en el  US  y la generación de numerosos sencillos incluyen la  certificación de platino, " Electric Love". Luego, Børns se embarcó en giras con artistas como Charli XCX,  Bleachers y  Halsey, como acto secundario, junto con un set en el Coachella Valley Music and Arts Festival en 2016. Su segundo álbum,  Blue Madonna , fue lanzado el 12 de enero de 2018. El disco generó varios sencillos, incluyendo "God Save Our Young Blood  "con Lana Del Rey, que se ubicó en la  lista de rock estadounidense. Para promover aún más el LP, encabezó el Money Man Tour (2017-18) y apoyó a Del Rey en su LA to the Moon Tour.

## Primeros años y educación
Garrett nació en Míchigan y se crio en Grand Haven, Míchigan. Su madre, Cheryl Louise "Cheri" Borns ( née Salsbury), es nutricionista.
A la edad de 10 años, actuaba como mago con el nombre de "Garrett el Grande", actuando en fiestas y cobrando por ello. A la edad de 13 años, un estudiante de séptimo grado en White Pines High School, recibió un premio Gold Key en la  Premios Nacionales de Arte Académico junto con una beca universitaria de $ 8,000 para Kendall College of Art and Design (una parte de Ferris State University) en  Grand Rapids por sus dibujos y arte visual. A la edad de 14 años, estudió en el programa de verano del Interlochen Center for the Arts de Míchigan.
Børns también se ha asociado con el cine durante su adolescencia. Asistió a  Escuela secundaria de Grand Haven y luego tomó clases de piano clásico en Grand Rapids Community College y estudió jazz en Muskegon Community College.

## Carrera musical

### 2012–2014: EPsA Dream BetweenyCandy
Durante su tiempo en la escuela secundaria, Børns actuó brevemente en una banda de versiones conocida como "Brown Chicken Brown Trout". El grupo actuó en el Waterfront Film Festival en 2010.
En 2012, Børns actuó con un guitarrista y un baterista en The Garrett Borns Trio. Børns y sus compañeros de banda colaboraron en el primer EP «A Dream Between»; con varias de las primeras pistas de Børns, una de las cuales fue su sencillo «Mitten». El álbum fue grabado en el estudio privado de Bill Chrysler.
Børns, dirigido por el cineasta Jeff Joanisse, firmó más tarde con REZidual Records bajo el nombre de Garrett Borns y participó en un evento de TEDx, interpretando una variedad de música con su ukelele y mostrando sus películas de París. En 2013, Børns se tomó unas vacaciones de Ciudad de Nueva York, donde vivía, a Los Ángeles. A las pocas semanas de mudarse, Børns coescribió su sencillo «10,000 Emerald Pools» con el productor  Jack Kennedy.

### 2015-presente:Dopamina, gira yBlue Madonna
El 10 de noviembre de 2014, Børns lanzó su sencillo debut, «10,000 Emerald Pools», en Interscope Records y también su EP debut, «Candy».
Hizo varias apariciones en televisión y realizó «10,000 Emerald Pools» en varios programas de entrevistas, incluido  Conan y Le Before du Grand Journal en Francia el 5 de marzo de 2015. Hizo una gira en apoyo de MisterWives en "Our Own House Tour" de MisterWives. El 24 de junio de 2015, actuó como cabeza de cartel en el Electrowerkz de Londres. En julio y agosto, Børns acompañó a Charli XCX y  Bleachers en su "Charli and Jack Do America Tour" y se presentó en Lollapalooza el 31 de julio de 2015. También apareció en el festival  Life Is Beautiful y en el Austin City Limits Music Festival en octubre. En muchos conciertos, Børns también interpreta canciones tituladas «Broke» y «Let You Down», que nunca se lanzaron en un álbum ni se consideraron sencillos.

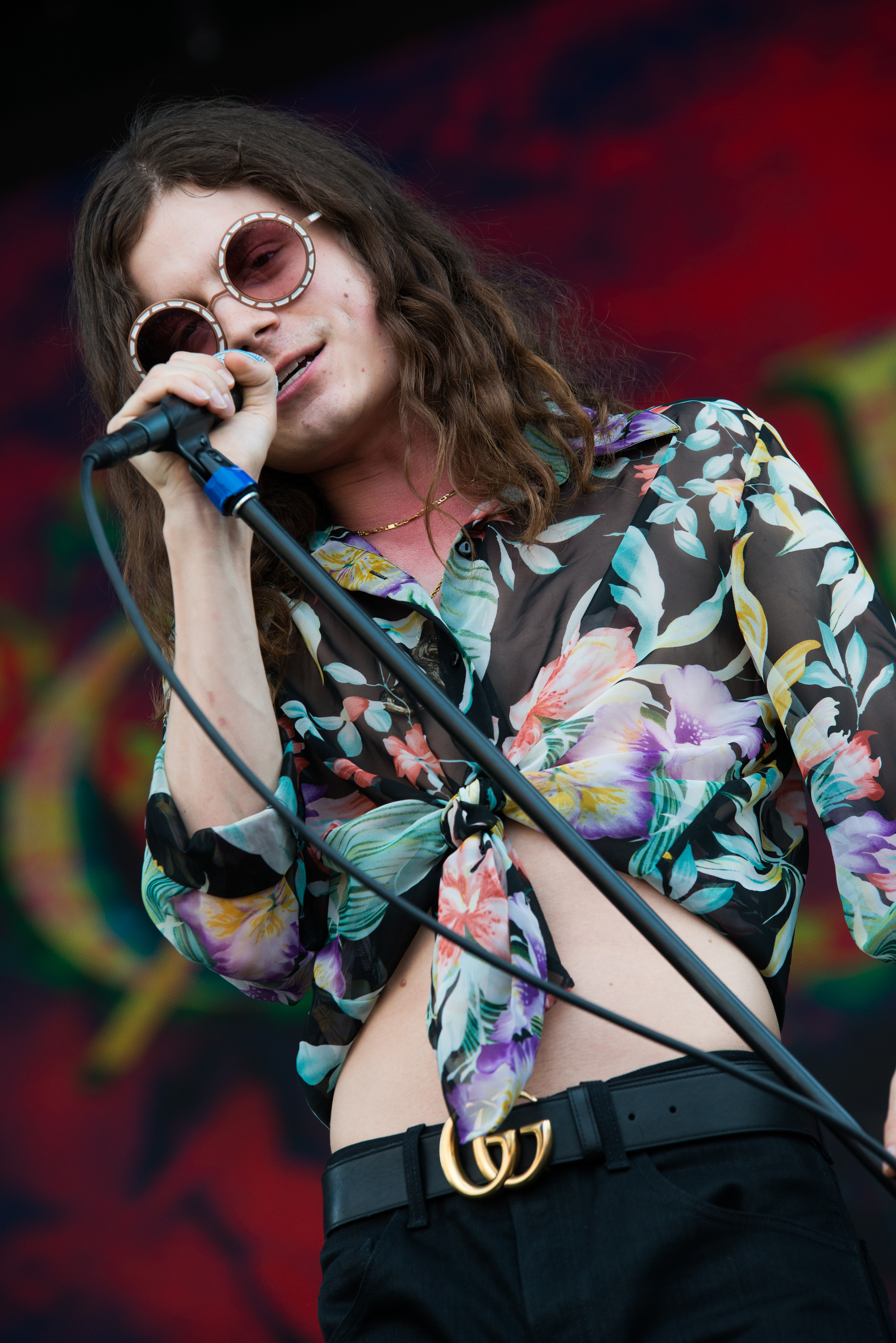
Børns actuando en Boston Calling (2016).

El 6 de mayo de 2015, el canal Vevo de Børns en YouTube lanzó un video musical que acompaña a su nuevo sencillo « Electric Love», colocando como su canción más vista a fecha con más de 50 millones de visitas. El 17 de agosto de 2015, se reveló el álbum de estudio debut de Børns, Dopamine, con « Electric Love» y su portada, mientras que la fecha de lanzamiento de Dopamine se confirmó el 16 de octubre de 2015. El 15 de septiembre de 2015, la actuación de Børns en el Iridium Jazz Club en la ciudad de Nueva York fue filmada por el American Public Broadcasting Service (PBS) para su serie de conciertos "Front and Center" que se transmitirá en todo el país. en febrero de 2016. Børns actuó en el Festival de Música y Artes de Coachella Valley 2016. También apareció como artista destacado en "Fool's Gold" de  Dagny para su EP "Ultraviolet". El 29 de mayo de 2016, Garrett (como Børns) participa en Boston Calling, junto a otros artistas musicales como Odesza, Miike Snow, Michael Christmas y entre otros.
El 28 de julio de 2017, Børns lanzó el sencillo «Faded Heart» a través de Interscope Records, que apareció en la banda sonora de FIFA 18 y en la película  Flatliners (2017). Luego, el 29 de septiembre de 2017, Børns lanzó su próximo sencillo, «Sweet Dreams». Dos videos promocionales, "The Search for the Lost Sounds" y "The Faded Heart Sessions", fueron lanzados en su canal de YouTube junto con los sencillos. Después de lanzar su tercer sencillo, «I Don't Want U Back», Børns lanzó otro corto promocional titulado "Money Man Tour". El cuarto y último sencillo es «God Save Our Young Blood» con Lana Del Rey, quien también proporcionó la voz de fondo para la canción «Blue Madonna», y cuya hermana proporcionó fotografías para las portadas del álbum.
El segundo álbum de Børns, Blue Madonna, fue lanzado oficialmente el 12 de enero de 2018.

## Vida personal
Después de que Børns vistiera un atuendo inspirado en Gucci en  The Tonight Show Starring Jimmy Fallon , Gucci se fijó en el cantante y desde entonces los dos se han asociado. Børns participa en un movimiento "Transgresor de género", haciendo alarde de esmalte de uñas y crop-tops en las redes sociales y durante las actuaciones. Admite que su voz y apariencia andrógina han llevado a muchos a confundirlo con una mujer a la primera escucha.
Børns conoció a su amiga cercana Zella Day en Los Ángeles, y los dos han colaborado en numerosos proyectos. Day apareció en videos del canal Vevo de Børns, y a su vez lo ha incluido en videos propios, como ella en la serie DayxDay  por ejemplo. Los dos fueron previamente compañeros de cuarto.
Antes del lanzamiento de su primer álbum Dopamine, Børns se mudó a Los Ángeles, donde aún residía en enero de 2018. Børns es vegetariano como otros miembros de su familia.
En septiembre de 2018, Børns fue acusado de conducta sexual inapropiada por varias mujeres jóvenes, lo que llevó a que un festival de música en Washington D. C. llamado All Things Go Fall Classic lo sacara de su alineación. Las acusaciones contra Børns incluyeron manipulación, acicalamiento y agresión sexual hacia fanáticos menores de edad, y la acusadora más joven detalló su relato del abuso que comenzó cuando tenía 16 años. Børns emitió un comunicado calificando las acusaciones de "perturbadoras y falsas", y también diciendo que "todas las relaciones que he tenido fueron legales y consensuales. Terminaron abruptamente y eso obviamente causó sentimientos heridos, pero que cualquiera sugiera algo más allá de eso es irresponsable".
En 2018, Børns dio un comunicado en su Instagram sobre las acusaciones sexuales, sintiéndose furioso por las falsas denuncias difundidas en las redes sociales.

## Discografía
- Dopamine (2015)[42]
- Blue Madonna (2018)[43][44]

### Álbumes en vivo
- Live At Amoeba Music In Hollywood (2018)[45]

### Sencillos
- «Electric Love» (2015)[46][47]
- «10,000 Emerald Pools» (2015)[48][49]
- «Sunday Morning» [50][51]
- «American Money» (2016)[52]
- «Faded Heart» (2017)[53][54][55]
- «Sweet Dreams» (2017)[56][57]
- «I Don’t Want U Back» (2017)[58][59]
- «Blue Madonna» (con Lana del Rey)  (2018)[60][61]
- «Clouds» (2015)

## Conciertos
- Dopamine Tour (2015)
- Summer Tour 2016 (2016)
- Fall 2017 Tour (2017)[62]
- Money Man Tour (2017–18)
- Fruit of Dreams Tour (2018–19)

- MisterWives – Our Own House Tour (2015)
- Charli XCX & Bleachers – Charli and Jack Do America Tour (2015)
- Years & Years - Fall 2015 Tour (2015)[63]
- Halsey – Badlands Tour (2016)
- The Lumineers – Cleopatra World Tour (2016)
- Mumford & Sons – An Arrow Through the Heartland Tour (2016)
- Lana Del Rey – LA to the Moon Tour (2018)

## Filmografía

### Web
| Año  | Película                       | Roles        | Notas                                               |
| ---- | ------------------------------ | ------------ | --------------------------------------------------- |
| 2007 | What a Relief                  | Peter        | Comedy short                                        |
| 2008 | Lake Michigan                  | Marcus Gates | Comedy short                                        |
| 2011 | TEDx Talks                     | Himself      | Episode: TEDxGrandRapids - Garrett Borns - Musician |
| 2014 | DayxDay                        | Himself      | Episode: "Moon Face"                                |
| 2017 | The Search for the Lost Sounds | Himself      | Promotional short                                   |
| 2017 | Money Man Tour                 | Himself      | Promotional short                                   |